# Odvar Nordli
Odvar Nordli, född 3 november 1927 i Stange i dåvarande Hedmark fylke, död 9 januari 2018 i Oslo, var en norsk politiker för Arbeiderpartiet.
Odvar Nordli var socialdemokratisk statsminister 1976–1981 i regeringen Nordli. Hans enda stortingsval som statsminister, 1977, blev en framgång för Arbeiderpartiet som gick fram med sju procentenheter. 1981 avgick Nordli på grund av hälsoskäl, då han led av Hortons huvudvärk.
Som ett märkligt undantag var han dock aldrig partiordförande, det var på den tiden Reiulf Steen. Trygve Bratteli var hans företrädare på statsministerposten och efterträdare var Gro Harlem Brundtland. Nordli var under åren 1981–1993 fylkesmann (landshövding) i Hedmark fylke.